# Lista de membros da Royal Society eleitos em 1985
Esta é uma lista de Membros da Royal Society eleitos em 1985.

## Fellows (FRS)
1. Michael Barber (1934-1991)
2. Humphry Greenwood (1927-1995)[3]
3. Martyn Christian Raymond Symons (1925-2002)[4]
4. Walter Perry Baron Perry of Walton (1921-2003)[5]
5. Roger Needham (1935-2003)[6]
6. Dame Miriam Rothschild (1908-2005)[7]
7. Sir Nicholas Shackleton (1937-2006)[8]
8. Naomi Datta (d. 2008)
9. Duncan Joseph Greenwood (d. 2010)
10. Anne Elizabeth Warner (d. 2012)
11. George Box (1919-2013)[9]
12. Struther Arnott (d. 2013)[10]
13. John Albery
14. Mark Bretscher
15. Ronald Bullough
16. Malcolm Burrows
17. John Coates
18. David Colquhoun
19. Leonard Culhane
20. John Frederick Dewey
21. Sir Diarmuid Downs
22. John Ellis
23. Sir John Edwin Enderby
24. Michael Gaster
25. Malcolm Leslie Hodder Green
26. Cedric Hassall
27. William George Hill
28. Nevin Hughes-Jones
29. Ian Macpherson Kerr
30. Philip Douglas Magnus
31. David Mayne
32. John Edwin Midwinter
33. James Dickson Murray
34. John Stewart Pate
35. Ian Colin Percival
36. Martin Raff
37. Joseph Sambrook
38. John Michael Tutill Thompson
39. Donald Walker
40. Gerald Westheimer

## Foreign Members of the Royal Society (ForMemRS)
1. Konrad Bloch (1912-2000)[11]
2. Shiing-Shen Chern (1911-2004)[12]
3. Charles Yanofsky
4. Frank Press
5. Knut Schmidt-Nielsen (1915-2007)[13]
6. Glenn Theodore Seaborg (1912-1999)[14]